# Inga-Kichwa

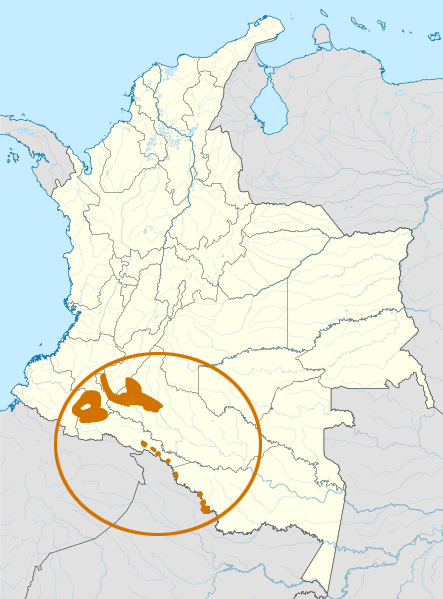
Inga-Kichwa.

Das Inga-Kichwa oder Inka-Ketschua (in Standard-Kichwa: Inka Kichwa) ist die sprachlich zum ecuadorianischen Kichwa gehörende Sprache der in Kolumbien lebenden Inga.
Wie die Ethnie der Inga wird auch deren Mundart in zwei Varianten eingeteilt: Hochland-Inga, gesprochen von etwa 16.000 Menschen insbesondere im Sibundoy-Tal, und Tiefland-Inga entlang des Flusses Putumayo (Valsayacu bzw. Walsayaku) mit etwa 9.000 Sprechern.
Sprachlich teilt das Inga-Kichwa alle wesentlichen Entwicklungen des ecuadorianischen Kichwa. Wie bei den Kichwa-Mundarten im Tiefland Ecuadors ist anlautendes [h] verstummt, ebenso meist auslautendes [n] und [k]. Darüber hinaus wird aber auch nicht zwischen [š] und [s] unterschieden, die in [s] zusammengefallen sind.